# Apophallus brevis
Apophallus brevis är en plattmaskart. Apophallus brevis ingår i släktet Apophallus och familjen Heterophyidae. Inga underarter finns listade i Catalogue of Life.